# Aleksi Litovaara
Lauri Aleksi Litovaara (ur. 22 kwietnia 1976 w Helsinkach) – fiński snowboardzista. Zajął 14. miejsce w halfpipe’ie na igrzyskach w Nagano. Na mistrzostwach świata najlepszy wynik uzyskał na mistrzostwach w San Candido, gdzie zajął 8. miejsce w halfpipe’ie. Najlepsze wyniki w Pucharze Świata osiągnął w sezonie 1999/2000, kiedy to zajął 31. miejsce w klasyfikacji generalnej, a w klasyfikacji halfpipe’a był szósty.
W 2002 r. zakończył karierę.

## Sukcesy

### Igrzyska olimpijskie
| Miejsce | Dzień     | Rok  | Miejscowość | Konkurencja | Zwycięzca   |
| ------- | --------- | ---- | ----------- | ----------- | ----------- |
| 14.     | 12 lutego | 1998 | Nagano      | Halfpipe    | Gian Simmen |

### Mistrzostwa Świata
| Miejsce | Dzień       | Rok  | Miejscowość          | Konkurencja | Zwycięzca        |
| ------- | ----------- | ---- | -------------------- | ----------- | ---------------- |
| 8.      | 24 stycznia | 1997 | San Candido          | Halfpipe    | Fabien Rohrer    |
| 56.     | 27 stycznia | 2001 | Madonna di Campiglio | Halfpipe    | Kim Christiansen |

### Puchar Świata

#### Miejsca w klasyfikacji generalnej
- 1996/1997 – 127.
- 1997/1998 – 53.
- 1999/2000 – 31.
- 2000/2001 – –
- 2001/2002 – –

#### Miejsca na podium
1. Innichen – 16 stycznia 1998 (Halfpipe) – 3. miejsce
2. Mont-Sainte-Anne – 19 grudnia 1999 (Halfpipe) – 3. miejsce
3. Olang – 18 marca 2000 (Halfpipe) – 3. miejsce